# زالیاژیه
زالیاژیه (به لاتین: Zalyazhye) یک منطقهٔ مسکونی در روسیه است که در استان آرخانگلسک واقع شده‌است.